# Pungmullvadar
Pungmullvadar eller mullvadspungdjur (Notoryctemorphia) är en ordning i infraklassen pungdjur, som består av den enda familjen Notoryctidae och enda släktet Notoryctes, med två arter. Hur dessa djur är släkt med andra pungdjur är inte helt klarlagt. Det är en utvecklingslinje i infraklassen pungdjur som skilde sig för 50 miljoner år sen från de andra arterna i djurgruppen. Ibland används trivialnamnet mullvadspungdjur för ordningen, medan familjen kallas pungmullvadar.

## Utbredning och systematik
Pungmullvadar lever i sandiga ökenområden eller gräsmarker i mellersta Australien. Arten sydlig pungmullvad (Notoryctes typhlops) förekommer i ett vidsträckt område på kontinenten och nordvästlig pungmullvad (Notoryctes caurinus) lever i nordvästra Western Australia.
Det vetenskapliga namnet för släktet är bildat av det gammalgrekiska ordet oryktos (grävd).

## Utseende
Angående kroppsbyggnad och storlek liknar dessa djur guldmullvadar. De blir mellan 9 och 18 cm långa (i genomsnitt 14 cm) och har en kort svans som är ungefär 2 cm lång. Pälsens färg varierar mellan vit, rosa och rödgyllne. Kroppen är bra anpassad för att gräva i marken. Den tredje och fjärde tån av de främre extremiteterna är förstorad och liknar en skovel, alla andra tår är små och har klor. Benen är så korta att de ligger gömda i pälsen och bara fötterna sticker fram. Den stumpliknande svansen bär grov hud.
På nosens rygg finns ansamlingar av hornämne som underlättar grävandet. De små öronöppningarna ligger under pälsen och kan slutas med ett hudveck. Ögonen är nästan fullständigt tillbakabildade och täckta av muskler och hud. Ryggkotorna i halsen är sammanvuxna.
Tandformeln är I 4/3 C 1/1 P 2/3 M 4/4, alltså 44 tänder.

## Levnadssätt
Pungmullvadar är inte så fast bundna till livet under markytan som mullvadar. De gräver sig genom sanden i tunnlar som inte ligger djupare än åtta centimeter under ytan. Dessa tunnlar är inte särskilt fasta och faller oftast ihop direkt efter pungmullvaden har passerat, eller lite senare. Ibland vistas djuren ovanpå markytan. Pungmullvadar kan vara aktiva både på dagen och på natten.
Dessa djur lever huvudsakligen ensamma. De har nästan inga läten utom några få som liknar syrsornas sirpande.

### Föda
Pungmullvadar livnär sig företrädesvis av insektslarver. De äter även fullt utvecklade insekter och frön.

### Fortplantning
Det är inte så mycket känt om pungmullvadarnas fortplantning. Hanarnas testiklar sitter inne i kroppen. Honor har en flack pung med öppningen bakåt. Genom ett hudveck är pungen delad i två avdelningar med var sin spene. Honor gräver grottor som kan bestå över längre tider och det antas att ungarna stannar där en tid efter att de lämnat pungen.

## Hot och status
Bägge arterna listades av IUCN länge som starkt hotade (EN) men numera klassificeras de som livskraftiga (LC).